# 第44独立機械化旅団 (ウクライナ陸軍)
第44独立機械化旅団（だい44どくりつきかいかりょだん、ウクライナ語: 44-та окрема механізована бригада）は、ウクライナ陸軍の旅団。北部作戦管区隷下。

## 概要

### ロシアのウクライナ侵攻

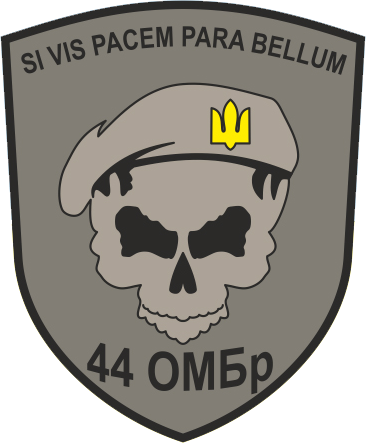
第44独立機械化旅団章（非公式）

2023年3月2日、ロシアのウクライナ侵攻の影響に伴い、チェルニーヒウ州で創設された。ポーランド供与のKTOロソマク、BMP-1、ドイツ供与のレオパルト1A5が配備され、ポーランドで新兵訓練を受けた。

#### 東部・バフムート戦線
2023年7月、激戦地の東部ドネツィク州バフムート地区に配備され、バフムート北を防御したが、8月に第3機械化大隊のオレクシー・シェルドコ大隊長が戦死した。

#### 東部・スヴァトヴェ-クレミンナ戦線

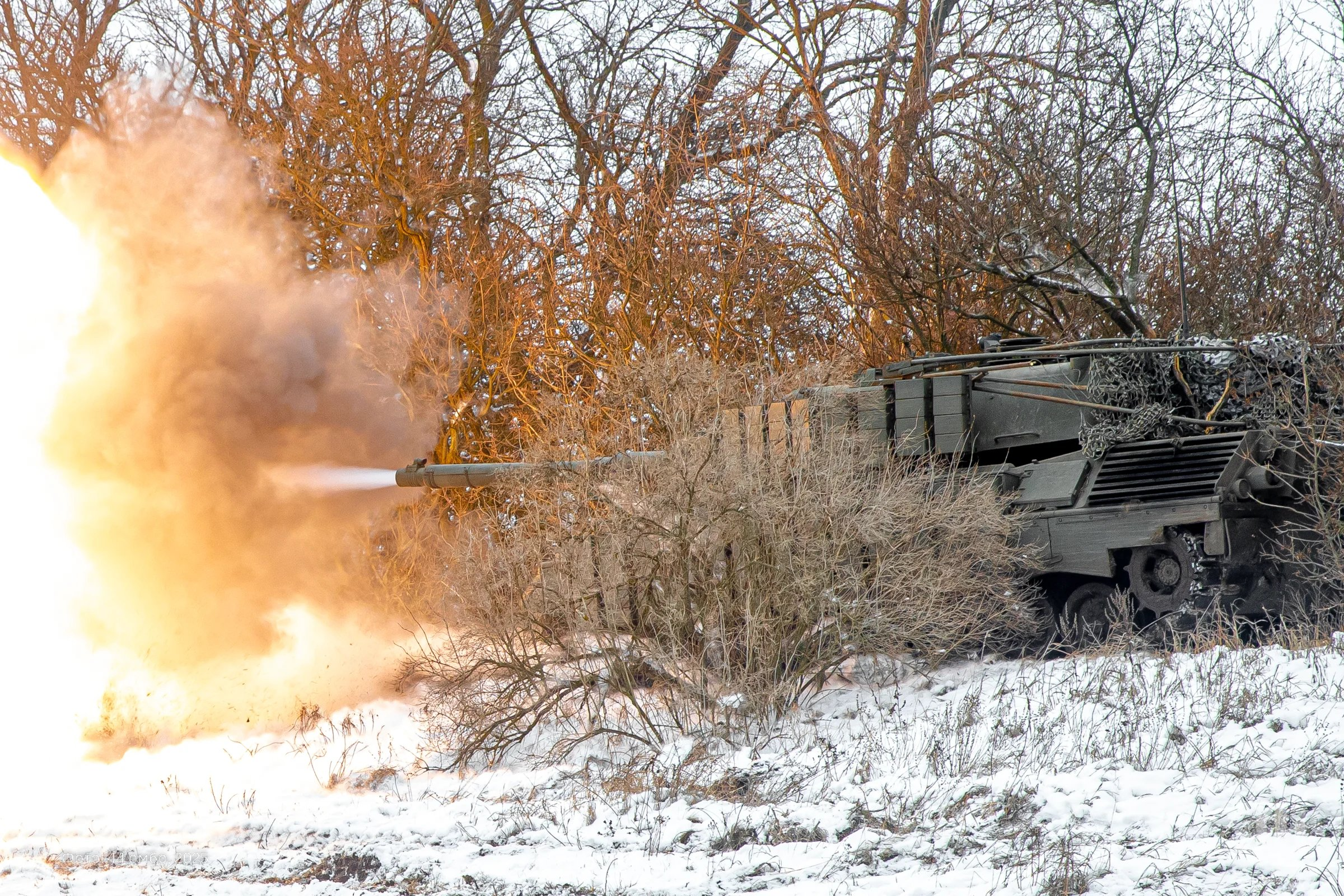
ドイツ供与のレオパルト1A5を運用する様子

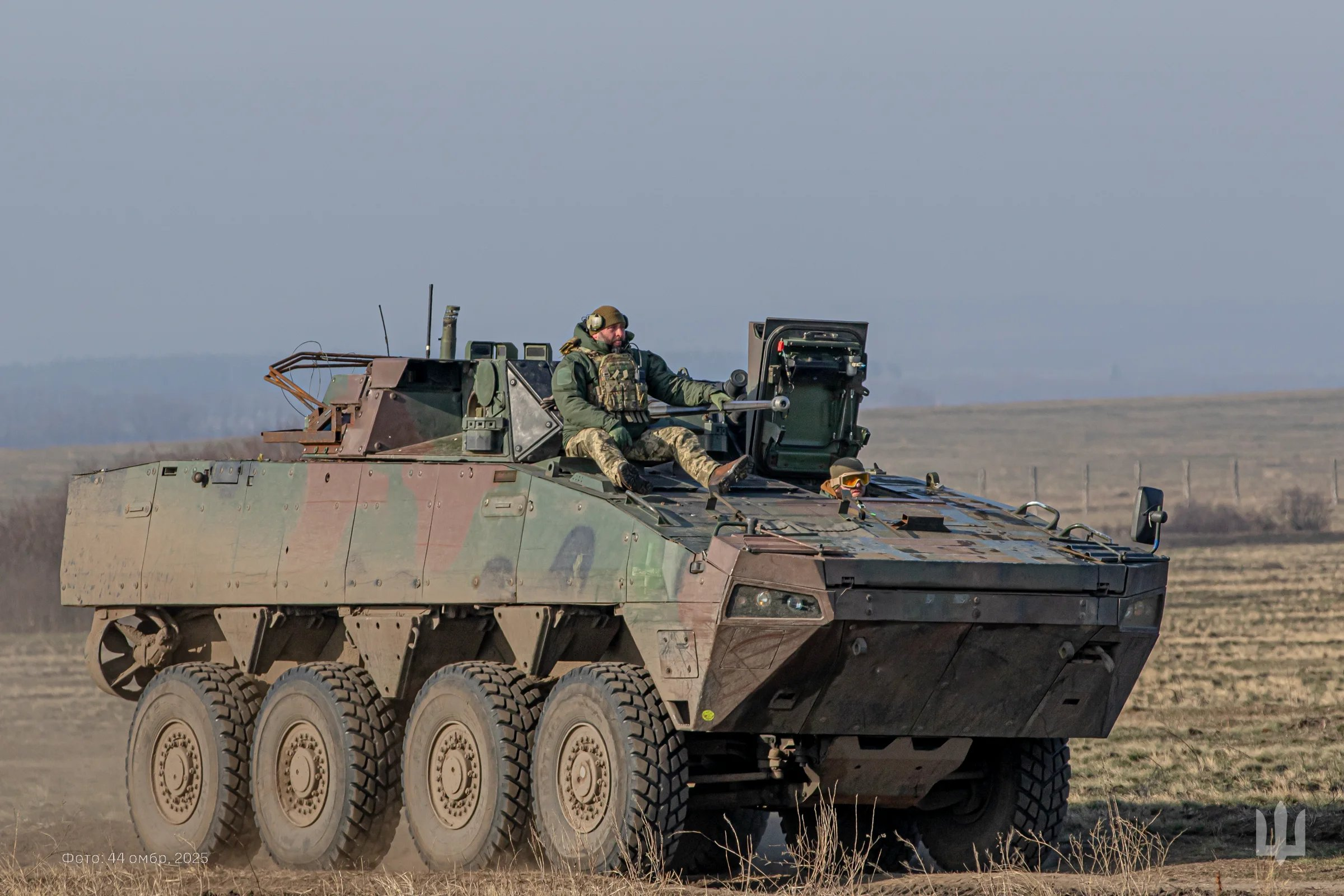
ポーランド供与のKTOロソマクを運用する様子

2023年9月、東部ルハーンシク州スヴァトヴェ地区に再配置され、友軍の救援で第42独立機械化旅団と共にクプヤンシク方面に展開した。

## 編制
- 旅団司令部（ニジィン）
- 第1機械化大隊
- 第2機械化大隊
- 第3機械化大隊
- 戦車大隊
- 第21独立小銃大隊
- 第62独立小銃大隊
- 第64独立小銃大隊
- 旅団砲兵群
  - 本部中隊
  - 第1自走砲大隊
  - 第2自走砲大隊
  - ロケット砲大隊
  - 対戦車砲大隊
- 防空大隊

- 工兵大隊
- 整備大隊
- 兵站大隊
- 偵察中隊
- 電子戦中隊
- 通信中隊
- レーダー中隊
- NBC防護中隊
- 衛生中隊
- 無人システム大隊 カリプトラ